# ストレイズ
『ストレイズ』（Strays）はアメリカのバンド、ジェーンズ・アディクションが2003年に発表した3作目のスタジオ・アルバム。完全な新作のスタジオ・アルバムとしては13年振りの作品である。

## 解説
バンドのオリジナル・メンバー3人に、ポルノ・フォー・パイロスのベーシストであったマーティン・レノーブルを加えた編成で新曲作りが始められたが、最終的にレノーブルはバンドを脱退し、アラニス・モリセット等のサポート・ベーシストとして活動していたクリス・チェイニーを迎えてレコーディングされた。ピンク・フロイド等との仕事で知られるボブ・エズリンがメインのプロデューサーに起用され、収録曲「ジャスト・ビコーズ」は、エズリンの提案によりレコーディングされた。
母国アメリカでは、バンドにとって初となるBillboard 200でのトップ10入りを果たした。

## 収録曲
特記なき楽曲はペリー・ファレル、デイヴ・ナヴァロ、クリス・チェイニー、スティーヴン・パーキンス、ボブ・エズリンの共作。
1. トゥルー・ネイチャー - True Nature (Perry Farrell, Dave Navarro, Stephen Perkins, Bob Ezrin, Martyn LeNoble) - 3:49
2. ストレイズ - Strays (P. Farrell, D. Navarro, S. Perkins, B. Ezrin, Aaron Embry, David J) - 4:32
3. ジャスト・ビコーズ - Just Because - 3:51
4. プライス・アイ・ペイ - Price I Pay - 5:26
5. ザ・リッチズ - The Riches (P. Farrell, D. Navarro, S. Perkins, B. Ezrin, A. Embry, M. LeNoble) - 5:44
6. スーパーヒーロー - Superhero (P. Farrell, D. Navarro, S. Perkins, B. Ezrin, A. Embry) - 3:57
7. ロング・ガール - Wrong Girl - 4:30
8. エヴリバディーズ・フレンド - Everybody's Friend (P. Farrell, D. Navarro, S. Perkins, B. Ezrin) - 3:18
9. サッファー・サム - Suffer Some (P. Farrell, D. Navarro, S. Perkins, M. LeNoble, B. Ezrin) - 4:14
10. ハイパーソニック - Hypersonic (P. Farrell, D. Navarro, S. Perkins, B. Ezrin, M. LeNoble) - 3:32
11. トゥ・マッチ・ザ・サン - To Match the Sun (P. Farrell, D. Navarro, S. Perkins, B. Ezrin, M. LeNoble) - 5:25

### 日本盤ボーナス・トラック
1. サッファー・サム（ライヴ） - Suffer Some (live) (P. Farrell, D. Navarro, S. Perkins, M. LeNoble, B. Ezrin) - 4:26

## シングル
本作からのシングルのチャート最高順位を示す。
| タイトル             | チャート               | 最高順位 |
| -------------------- | ---------------------- | -------- |
| ジャスト・ビコーズ   | Billboard Hot 100      | 72       |
| ジャスト・ビコーズ   | Modern Rock Tracks     | 1        |
| ジャスト・ビコーズ   | Mainstream Rock Tracks | 4        |
| ジャスト・ビコーズ   | UK                     | 14       |
| トゥルー・ネイチャー | Modern Rock Tracks     | 30       |
| トゥルー・ネイチャー | Mainstream Rock Tracks | 35       |
| トゥルー・ネイチャー | UK                     | 41       |

## 他メディアでの使用例
- トゥルー・ネイチャー
  - アメリカ映画『トルク』（2004年公開）のサウンドトラックで使用された[14]。
- ジャスト・ビコーズ
  - アメリカ映画『S.W.A.T.』（2003年公開）のサウンドトラックで使用された[15]。

## 参加ミュージシャン
- ペリー・ファレル - ボーカル、プログラミング
- デイヴ・ナヴァロ - ギター、ピアノ
- クリス・チェイニー - ベース
- スティーヴン・パーキンス - ドラムス、パーカッション

ゲスト・ミュージシャン
- ボブ・エズリン - キーボード、パーカッション、オーケストラ・アレンジ
- ザック・レイ - キーボード
- アーロン・エンブリー - キーボード、カリンバ
- マイク・フィネガン - オルガン
- ジョン・シャンクス - マンドリン
- スコット・ペイジ - サックス
- ブライアン・ヴァーチュー - プログラミング
- ジョー・ビシャラ - プログラミング
- ブレンダン・ホーキンス - プログラミング
- リアーナ・ステリオス - プログラミング
- ディオナ・ブルックス＝ジャクソン - バッキング・ボーカル
- キム・ヒル - バッキング・ボーカル